# Coupe d'Europe des clubs champions de basket-ball 1993-1994
Navigation
Édition précédente Édition suivante
La Coupe d'Europe des clubs champions de basket-ball 1993-1994 est la 37e édition de la Coupe d'Europe des clubs champions de basket-ball masculine, compétition qui rassemble les meilleurs clubs de basket-ball du continent européen,.
Les clubs de la république fédérale de Yougoslavie ne sont pas autorisés à disputer la compétition pour la deuxième année de suite en raison de la résolution 757 du Conseil de sécurité des Nations unies.

## Format de compétition
- 41 équipes (le tenant du titre de la coupe, les champions nationaux et un nombre variable d'autres clubs des principaux championnats nationaux) disputent des tours préliminaires à domicile et à l'extérieur. Le score cumulé des deux matchs détermine le vainqueur.
- Les seize équipes restantes après les tours préliminaires accèdent à la phase de groupes de la saison régulière, réparties en deux groupes de huit équipes, jouant selon un système de poules. Le classement final est basé sur les victoires et les défaites. En cas d'égalité entre deux équipes ou plus après la phase de groupes, les critères suivants sont utilisés pour déterminer le classement final : 1) nombre de victoires lors des confrontations directes entre les équipes ; 2) différence de points entre les équipes ; 3) différence de points générale au sein du groupe.
- Les quatre meilleures équipes de chaque groupe après la phase de groupes de la saison régulière sont qualifiées pour les quarts de finale (qualification au meilleur des trois matchs).
- Les quatre vainqueurs des quarts de finale sont qualifiés pour le Final Four.

## Tours préliminaires

### 1ertour
Le premier tour se déroule les 9 et 16 septembre 1993.
| Équipe 1             | Score   | Équipe 2              | Aller  | Retour |
| -------------------- | ------- | --------------------- | ------ | ------ |
| Universitatea Cluj   | 145–202 | RTI Minsk             | 74–94  | 71–108 |
| KK Rabotnički Skopje | 152–135 | Budapest Honvéd       | 73–61  | 79–74  |
| ASK Brocēni Riga     | 203–190 | KTP                   | 110–92 | 93–98  |
| MBK Pezinok          | 151–167 | Fidefinanz Bellinzona | 79–76  | 72–91  |
| BK Boudivelnyk Kyïv  | 143–170 | Guildford Kings       | 58–84  | 85–86  |
| Résidence            | 130–180 | USK Prague            | 67–94  | 63–86  |
| Kalev                | 0–40*   | KK Split              | 0–20   | 0–20   |
| Vllaznia             | 130–172 | SÜBA Sankt Pölten     | 60–94  | 70–78  |
| Hapoël Tel Aviv      | 150–162 | Benfica               | 83–75  | 67–87  |
| CSKA Moscou          | 150–154 | KK Olimpija           | 88–65  | 62–89  |
| Canoe Jeans EBBC     | 172–165 | Śląsk Wrocław         | 87–82  | 85–83  |
| Keflavik             | 162–252 | Žalgiris Kaunas       | 98–128 | 64–124 |
| BC Levski Sofia      | 178–174 | AEK Larnaca           | 109–91 | 69–83  |

- Kalev se retire avant le premier tour et le KK Split se qualifie automatiquement après ce forfait.

## 2etour
Le deuxième tour se déroule les 30 septembre et 7 octobre 1993.
| Équipe 1              | Score   | Équipe 2             | Aller   | Retour |
| --------------------- | ------- | -------------------- | ------- | ------ |
| RTI Minsk             | 88–127  | FC Barcelone         | 88–107  | 0–20*  |
| KK Rabotnički Skopje  | 163–177 | Pau-Orthez           | 74–86   | 89–91  |
| ASK Brocēni Riga      | 148–169 | Joventut Badalona    | 79–81   | 69–88  |
| Fidefinanz Bellinzona | 180–194 | Shampoo Clear Cantù  | 105–104 | 75–90  |
| Guildford Kings       | 151–149 | Hapoël Galil Elyon   | 86–78   | 65–71  |
| USK Prague            | 148–185 | Benetton Trévise     | 75–88   | 73–97  |
| KK Split              | 132–146 | RC Malines           | 72–63   | 60–83  |
| SÜBA Sankt Pölten     | 156–179 | Cibona Zagreb        | 78–85   | 78–94  |
| Benfica               | 163–154 | KK Olimpija          | 87–63   | 76–91  |
| Canoe Jeans EBBC      | 144–168 | Bayer 04 Leverkusen  | 84–83   | 60–85  |
| Žalgiris Kaunas       | 132–134 | Efes Pilsen Istanbul | 60–77   | 72–57  |
| Levski Sofia          | 147–165 | Panathinaïkós        | 68–84   | 79–81  |

- RTI Minsk refuse de disputer le match retour face au FC Barcelone et est donc déclaré forfait (20-0) pour ce match.

## Saison régulière
La saison régulière se dispute du 28 octobre 1993 au 24 février 1994.

### Groupe A
| Rang | Équipe           | Pts | J  | G  | P  | Pp   | Pc   | Diff |  | Résultats (dom.\ext.) |       | M     |       | B      |       |       |       |        |
| ---- | ---------------- | --- | -- | -- | -- | ---- | ---- | ---- |  | --------------------- | ----- | ----- | ----- | ------ | ----- | ----- | ----- | ------ |
| 1    | Olympiakós       | 25  | 14 | 11 | 3  | 1047 | 897  | 150  |  | Olympiakós            |       | 75-73 | 59-67 | 82-64  | 71-63 | 80-65 | 92-70 | 96-51  |
| 2    | Real Madrid      | 23  | 14 | 9  | 5  | 1123 | 978  | 145  |  | Real Madrid           | 57-58 |       | 81-36 | 99-78  | 82-60 | 85-76 | 90-76 | 104-75 |
| 3    | Limoges          | 23  | 14 | 9  | 5  | 1013 | 979  | 34   |  | Limoges               | 67-59 | 83-67 |       | 88-82  | 90-53 | 87-89 | 71-54 | 72-55  |
| 4    | FC Barcelone     | 22  | 14 | 8  | 6  | 1132 | 1067 | 65   |  | FC Barcelone          | 73-69 | 80-64 | 86-76 |        | 84-63 | 77-68 | 64-90 | 94-55  |
| 5    | RC Malines       | 22  | 14 | 8  | 6  | 1040 | 1072 | -32  |  | RC Malines            | 70-86 | 78-77 | 73-64 | 77-71  |       | 86-85 | 70-64 | 91-65  |
| 6    | Benetton Trévise | 21  | 14 | 7  | 7  | 1085 | 1072 | 13   |  | Trévise               | 73-79 | 64-80 | 61-65 | 93-82  | 89-73 |       | 83-72 | 93-71  |
| 7    | Bayer Leverkusen | 18  | 14 | 4  | 10 | 1022 | 1045 | -23  |  | Leverkusen            | 53-70 | 67-83 | 87-67 | 79-88  | 73-86 | 60-70 |       | 105-57 |
| 8    | Guildford Kings  | 14  | 14 | 0  | 14 | 889  | 1241 | -352 |  | Guildford Kings       | 51-71 | 72-81 | 73-80 | 64-109 | 71-97 | 75-76 | 54-72 |        |

### Groupe B
| Rang | Équipe               | Pts | J  | G  | P  | Pp   | Pc   | Diff |  | Résultats (dom.\ext.) |       |       |       | B      |        |       |       | C      |
| ---- | -------------------- | --- | -- | -- | -- | ---- | ---- | ---- |  | --------------------- | ----- | ----- | ----- | ------ | ------ | ----- | ----- | ------ |
| 1    | Efes Pilsen          | 24  | 14 | 10 | 4  | 1005 | 957  | 48   |  | Efes Pilsen           |       | 68-59 | 76-74 | 83-77  | 69-75  | 80-67 | 81-74 | 88-70  |
| 2    | Panathinaïkos        | 23  | 14 | 9  | 5  | 1076 | 1024 | 52   |  | Panathinaïkos         | 67-82 |       | 85-61 | 68-75  | 67-72  | 83-73 | 86-72 | 79-75  |
| 3    | Joventut Badalona    | 23  | 14 | 9  | 5  | 1116 | 1026 | 90   |  | Joventut Badalona     | 66-53 | 81-86 |       | 80-66  | 75-60  | 76-79 | 78-66 | 102-61 |
| 4    | Buckler Beer Bologne | 23  | 14 | 9  | 5  | 1139 | 1017 | 122  |  | Buckler Beer Bologne  | 85-65 | 72-85 | 73-65 |        | 114-86 | 97-57 | 76-61 | 88-57  |
| 5    | Cibona Zagreb        | 23  | 14 | 9  | 5  | 1126 | 1069 | 57   |  | Cibona Zagreb         | 72-57 | 74-80 | 74-82 | 78-76  |        | 75-63 | 91-80 | 83-77  |
| 6    | Benfica Lisbonne     | 19  | 14 | 5  | 9  | 1016 | 1093 | -77  |  | Benfica Lisbonne      | 61-77 | 69-76 | 78-89 | 102-90 | 67-66  |       | 72-74 | 83-64  |
| 7    | Pau-Orthez           | 17  | 14 | 3  | 11 | 1044 | 1155 | -111 |  | Pau-Orthez            | 56-68 | 75-70 | 82-92 | 70-79  | 81-106 | 72-80 |       | 115-82 |
| 8    | Shampoo Clear Cantù  | 16  | 14 | 2  | 12 | 1011 | 1192 | -181 |  | Shampoo Clear Cantù   | 54-58 | 75-85 | 87-95 | 60-71  | 81-114 | 74-65 | 94-66 |        |

## Quarts de finale
Ces quarts de finale se disputent les 10, 15 et 17 mars 1994.
L'équipe première nommée dispute la première rencontre à domicile. La seconde, et si nécessaire la manche décisive, se déroule dans la salle de la seconde équipe.
| Équipe               | Score | Équipe               | 1re manche | 2e manche | 3e manche |
| -------------------- | ----- | -------------------- | ---------- | --------- | --------- |
| Buckler Beer Bologne | 1 - 2 | Olympiakós           | 77 - 64    | 69 - 89   | 62 - 65   |
| Joventut Badalona    | 2 - 0 | Real Madrid          | 88 - 69    | 71 - 67   | -         |
| FC Barcelone         | 2 - 1 | Efes Pilsen Istanbul | 54 - 50    | 64 - 73   | 76 - 62   |
| Limoges CSP          | 1 - 2 | Panathinaïkós        | 75 - 68    | 48 - 59   | 73 - 87   |

## Final Four
|  | Demi-finales                                          | Demi-finales                                          |            |    | Finale                                                | Finale                                                |
|  | Demi-finales                                          | Demi-finales                                          |            |    | Finale                                                | Finale                                                |
|  |                                                       |                                                       |            |    |                                                       |                                                       |
|  | 19 avril, 19h30 - Tel Aviv-Jaffa (Yad Eliyahou Arena) | 19 avril, 19h30 - Tel Aviv-Jaffa (Yad Eliyahou Arena) |            |    | 21 avril, 21h30 - Tel Aviv-Jaffa (Yad Eliyahou Arena) | 21 avril, 21h30 - Tel Aviv-Jaffa (Yad Eliyahou Arena) |
|  | 19 avril, 19h30 - Tel Aviv-Jaffa (Yad Eliyahou Arena) | 19 avril, 19h30 - Tel Aviv-Jaffa (Yad Eliyahou Arena) |            |    | 21 avril, 21h30 - Tel Aviv-Jaffa (Yad Eliyahou Arena) | 21 avril, 21h30 - Tel Aviv-Jaffa (Yad Eliyahou Arena) |
|  | Olympiakós                                            | 77                                                    |            |    | 21 avril, 21h30 - Tel Aviv-Jaffa (Yad Eliyahou Arena) | 21 avril, 21h30 - Tel Aviv-Jaffa (Yad Eliyahou Arena) |
|  | Olympiakós                                            | 77                                                    |            |    | 21 avril, 21h30 - Tel Aviv-Jaffa (Yad Eliyahou Arena) | 21 avril, 21h30 - Tel Aviv-Jaffa (Yad Eliyahou Arena) |
|  | Panathinaïkós                                         | 72                                                    |            |    | 21 avril, 21h30 - Tel Aviv-Jaffa (Yad Eliyahou Arena) | 21 avril, 21h30 - Tel Aviv-Jaffa (Yad Eliyahou Arena) |
|  | Panathinaïkós                                         | 72                                                    | Olympiakós | 57 |                                                       |                                                       |
|  | 19 avril, 21h30 - Tel Aviv-Jaffa (Yad Eliyahou Arena) |                                                       | Olympiakós | 57 |                                                       |                                                       |
|  |                                                       | Joventut Badalona                                     | 59         |    |                                                       |                                                       |
|  | Joventut Badalona                                     | Joventut Badalona                                     | 59         | 79 |                                                       |                                                       |
|  | Joventut Badalona                                     |                                                       |            | 79 |                                                       |                                                       |
|  | FC Barcelone                                          | 65                                                    |            |    |                                                       |                                                       |
|  | FC Barcelone                                          | 65                                                    | 3e place   |    |                                                       |                                                       |
|  |                                                       |                                                       |            |    |                                                       |                                                       |
|  | 21 avril, 19h30 - Tel Aviv-Jaffa (Yad Eliyahou Arena) |                                                       |            |    |                                                       |                                                       |
|  |                                                       |                                                       |            |    |                                                       |                                                       |
|  | Panathinaïkós                                         | 100                                                   |            |    |                                                       |                                                       |
|  | Panathinaïkós                                         | 100                                                   |            |    |                                                       |                                                       |
|  | FC Barcelone                                          | 83                                                    |            |    |                                                       |                                                       |
|  | FC Barcelone                                          | 83                                                    |            |    |                                                       |                                                       |

## Équipe victorieuse
Joueurs : 
- No 4 Dani Pérez ( Espagne)
- No 5 Rafael Jofresa ( Espagne)
- No 6 Tomás Jofresa ( Espagne)
- No 8 Jordi Villacampa ( Espagne)
- No 9 Iván Corrales ( Espagne)
- No 10 Corny Thompson ( États-Unis)
- No 12 Juan Antonio Morales ( Espagne)
- No 13 Ferran Martínez ( Espagne)
- No 14 Alfonso Albert ( Espagne)
- No 15 Mike Smith ( États-Unis)

Entraîneur :  Željko Obradović ( Serbie-et-Monténégro)

## Récompenses individuelles
| Catégorie                      | Joueur          | Équipe            |
| ------------------------------ | --------------- | ----------------- |
| Meilleur marqueur              | Níkos Gális     | Panathinaïkós     |
| MVP du Final Four              | Žarko Paspalj   | Olympiakós        |
| Meilleur marqueur de la finale | Ferran Martínez | Joventut Badalona |

### 5 majeur du Final Four
| Joueur           | Club              |
| ---------------- | ----------------- |
| Níkos Gális      | Panathinaïkós     |
| Giórgos Sigálas  | Olympiakós        |
| Jordi Villacampa | Joventut Badalona |
| Žarko Paspalj    | Olympiakós        |
| Corny Thompson   | Joventut Badalona |